# Bulbophyllum liparidioides
Bulbophyllum liparidioides är en orkidéart som beskrevs av Rudolf Schlechter. Bulbophyllum liparidioides ingår i släktet Bulbophyllum och familjen orkidéer. Inga underarter finns listade i Catalogue of Life.